# 余叔岩

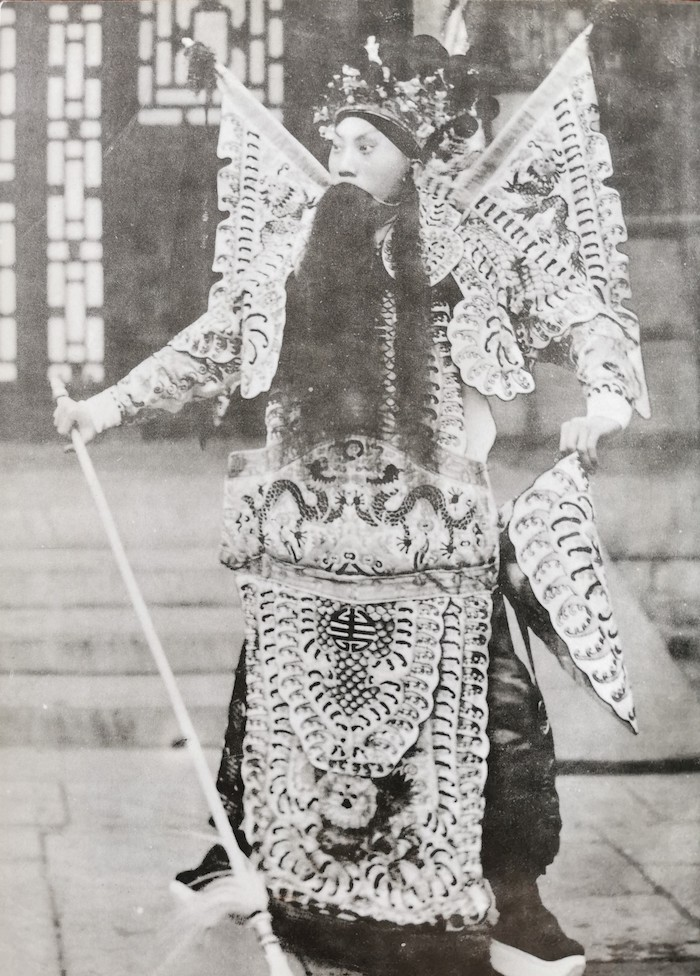
余叔岩《镇潭州》剧照

余叔岩（1890年11月28日—1943年5月19日），原名余第祺，又名余叔言，早年藝名小小余三勝，祖籍湖北省罗田县，在北京出生，中國京劇演員，工生行，師承譚鑫培。
养祖父余三勝（老余三勝）和养父余紫雲（小余三勝）都是京劇表演藝術家。余叔岩在9岁时，开始学艺。跟随吴连奎学文戏、姚增禄练把子。师从鲍吉祥:15—16。13岁时，在父亲余紫雲的“福庆班”登台演出。1905年，以艺名“小小余三勝”在天津演出。
余叔岩曾与杨小楼、梅兰芳鼎足而三，被称为“三大贤”，与言菊朋、高庆奎、马连良并称“前四大须生”。他的京劇聲腔藝術影響很大，世稱余派。學生有楊寶忠、譚富英、李少春、王少樓、陳少霖、孟小冬、吳少霞（彥衡）。
1943年5月19日，余叔岩在北平去世。

## 十八张半
余叔岩成名后，先后在百代、高亭、长城、国乐等唱片公司灌过37面唱片。
第一期 1921年百代公司 6张半13面
李佩卿操琴  杭子和司鼓 
捉放曹  2面  余叔岩饰陈宫
四郎探母  2面  余叔岩饰杨延辉
战樊城  2面  余叔岩饰伍员
上天台  1面  余叔岩饰刘秀
一捧雪  1面  余叔岩饰莫成
打棍出箱  1面  余叔岩饰范仲禹
桑园寄子  1面  余叔岩饰邓伯道
法场换子  1面  余叔岩饰徐策
卖马耍锏  1面  余叔岩饰秦琼
八大锤  1面  余叔岩饰王佐
第二期 1925年高亭公司 6张12面
李佩卿操琴  杭子和司鼓
空城计  2面  余叔岩饰诸葛亮
搜孤救孤  2面  余叔岩饰程婴
乌盆记  1面  余叔岩饰刘世昌
断臂说书  1面  余叔岩饰王佐
鱼肠剑  1面  余叔岩饰伍员
托兆碰碑  1面  余叔岩饰杨继业
珠帘寨  1面  余叔岩饰李克用
洪羊洞  1面  余叔岩饰杨延昭
状元谱  1面  余叔岩饰陈伯愚
战太平  1面  余叔岩饰花云
第三期 1932年长城公司  4张8面
朱家夔操琴  杭子和司鼓
摘缨会  2面  余叔岩饰楚庄王
捉放宿店  2面  余叔岩饰陈宫
乌龙院  1面  余叔岩饰宋江
失街亭  1面  余叔岩饰诸葛亮
打渔杀家  1面  余叔岩饰萧恩
打严嵩  1面  余叔岩饰邹应龙
第四期 1940年国乐公司  2张4面
王瑞芝操琴  白登云司鼓
沙桥饯别  2面  余叔岩饰唐太宗
伐东吴  1面  余叔岩饰黄忠、刘备
打侄上坟  1面  余叔岩饰陈伯愚

## 家族
- 祖父余三勝（老三勝），著名须生[3]:15。
- 父親余紫雲（小三勝），著名青衣[3]:16。
- 母亲沈氏，浙江人。共有四子二女[3]:16。
- 兄弟四人中，余叔岩排行第三，仅他成名。四弟余胜荪唱老生，因精神病停演。长姐余素霞的二女婿即程砚秋[3]:16。
- 原配陈淑铭，陈德霖前妻所生长女[3]:16。1913年结婚，有两个女儿余慧文、余慧清。1933年，陈淑铭病逝[2]。
- 继室姚淑敏，名中医姚文卿的女儿[3]:16。1935年7月6日，两人在北平北平同兴堂饭庄举行结婚典礼[2]。